# Bicentenário da Independência Mexicana

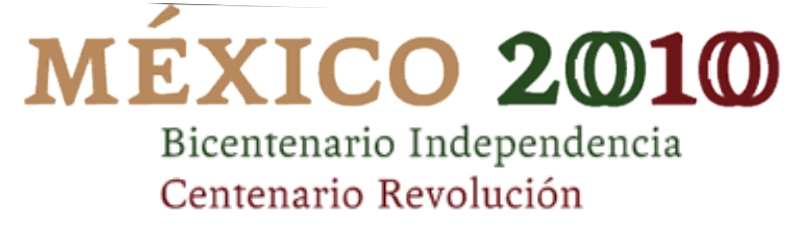
Logo do Bicentenário

Se conhece como Bicentenário da Independência Mexicana o grupo de festividades que foram realizadas no México, para celebrar os 200 anos do início da luta armada pela Independência do México e que se foram realizadas de forma paralela com os festejos do Centenário da Revolução Mexicana no ano de 2010. Os dias 15 e 16 de setembro de 2010, foram os dias oficiais dos festejos, embora foram feitas distintos eventos prévios as datas.
No dia 27 de setembro de 2021 foram celebrados duzentos anos da entrada triunfal do Exército das Três Garantias ao mando de Augustín de Iturbide na Cidade do México, ao consumar-se a independência do México. Em 28 de setembro de 2021, foram celebrados duzentos anos da assinatura de Declaração de Independência do Império Mexicano.

O ano de 2010 foi denominado Ano da Pátria pelo presidente do México, Felipe Calderón: 
| “ | "Somos mexicanos, temos 200 anos de ser livres, temos 100 anos de termos feito a Revolução mexicana, que também comemoraremos e este espero que seja um melhor ano para todas e para todos. Celebramos 200 anos de sermos orgulhosamente mexicanos. 2010 é o Ano da Pátria, no qual celebraremos o "ser mexicano" com espírito festivo e comânimo renovado | ” |